# ستيفان نيلسن

ستيفان نيلسن (بالدنماركية: Stefan Nielsen)‏ (و. 1986  م) هو لاعب كرة يد، من الدنمارك.